# فيوليت هيمينغ
فيوليت هيمينغ (27 يناير 1895 - 4 يوليو 1981) ممثلة إنجليزية. على الرغم من ظهورها في العديد من الأفلام والتلفزيون على مدار العقود ، إلا أنه تذكر كنجمة برودواي يمكن الاعتماد عليها مع قائمة طويلة من الممثلين في المسرح.